# Ciemności kryją ziemię
Ciemności kryją ziemię – powieść Jerzego Andrzejewskiego, napisana w latach 1955–1957, opublikowana w 1957 roku. Andrzejewski wydał ją po dłuższym okresie niemocy twórczej. Przyczyną tego było m.in. to, że Andrzejewski w okresie stalinizmu był jednym z najaktywniejszych pisarzy wiernych ustrojowi. Aby ukryć prawdziwy cel napisania Ciemności.., pisarz umieścił akcję powieści w XV-wiecznej Hiszpanii (okres działania Świętej Inkwizycji i słynnego inkwizytora Tomása de Torquemady) i wystylizował ją na kronikę historyczną z tego okresu.

## Tytuł
Tytuł stanowi nawiązanie do III części „Dziadów” Adama Mickiewicza:
«Zaszło słońce», wołają astronomy z wieży,

Ale dlaczego zaszło, nikt nie odpowiada;

Ciemności kryją ziemię i lud we śnie leży!

Lecz dlaczego śpią ludzie, żaden z nich nie bada.

Przebudzą się bez czucia, jak bez czucia spali (...)
Patrz też:  Bo oto ciemności okryją ziemię i mrok narody; ale nad tobą wzejdzie Pan, a chwała jego nad tobą widziana będzie. (Iz 60:2 wg Wujka")

## Treść
Pewnego dnia, w połowie września 1485 roku do miasteczka Villa-Réal przybywa Wielki Inkwizytor Tomas Torquemada w otoczeniu dwustu kilkudziesięciu konnych i pieszych familiantów, czyli domowników Świętej Inkwizycji (zwanych również Milicją Chrystusową). Wywołuje to popłoch mieszkańców. Na jego powitanie nie zjawiają się przedstawiciele władz świeckich (don Juan de Santangel - dowódca, kapitan królewskiego regimentu, który jednak posyła Manuela de Hojeda. Wysłannik usprawiedliwia swego dowódcę chorobą). Podczas modlitwy w kościele Torquemada spotyka młodego dominikanina Diego Manente, przeciwnika Inkwizycji, który zwierza mu się ze swoich poglądów, myśląc, że rozmawia z kimś innym. Gdy zakonnik dowiaduje się, z kim ma do czynienia, podnosi rękę, by zabić inkwizytora, lecz powstrzymuje się. Spotkanie kończy się wspólną modlitwą. Wielki Inkwizytor, widząc bunt i szczerość Diega, decyduje się wziąć go pod opiekę i nazajutrz niespodziewanie mianuje go swoim osobistym sekretarzem. Po objęciu tego stanowiska Diego przechodzi gwałtowną przemianę – z przeciwnika staje się fanatycznym zwolennikiem Inkwizycji. Zostaje mianowany sekretarzem Królewskiej Rady Inkwizycyjnej. Ofiarami jego donosów staje się dowódca straży Torquemady - don Carlos de Sigura (umiera, pijąc zatrute przez Torquemadę wino) oraz przyjaciel Diega - Mateo Dara, któremu w przeszłości zwierzał się z wrogości wobec inkwizycji.
Wielki Inkwizytor wymusza na Królu i Królowej dekret nakazujący wygnanie Żydów z Hiszpanii. W pierwszej połowie września 1498 ciężko chory Torquemada udaje się w podróż z Valladolid do Toledo w celu wyjaśnienia zawiłej sprawy Lorenza Pereza - rzemieślnika postawionego przed Święty Trybunał, oskarżonego o szerzenie bezbożnych poglądów: jakoby nie istniały diabły, demony oraz inne istoty piekielne, które zdolne by były zawładnąć ludzką duszą. Po pierwszym przesłuchaniu zmieniono powód oskarżenia na posądzenie o: szerzenie poglądów niezgodnych z naukami Kościoła oraz o udział w rozległym spisku, który miał za cel obalenie przemocą istniejących w Królestwie Katolickim władz świeckich i duchownych. Perez przyznał się do winy oraz ujawnił listę osób, które wciągnął do rzekomego spisku. Wśród nazwisk znalazł się ksiądz Miguel Vargas - proboszcz i spowiednik oskarżonego, który wykazał przy pełnieniu swych obowiązków karygodną ślepotę i na nie mniejsze potępienie zasługujący zanik czujności wobec zła. W święto Józefa Perez oraz jego rzekomi wspólnicy zostali żywcem spaleni na stosie.
Kilkanaście dni później, podczas podróży do Ávila, śmiertelnie chorym Torquemadą zaczynają targać wątpliwości. Dochodzi do wniosku, że system terroru, który stworzył, jest szkodliwy i zaczyna tracić wiarę w Boga. 16 września 1498 roku w San Vicente nakazuje Diego ogłoszenie edyktu o rozwiązaniu Świętej Inkwizycji i przywróceniu praw jej ofiarom. Diego jednak odmawia wykonania polecenia, a po śmierci przełożonego uderza go w twarz.

## Bohaterowie

### Główni bohaterowie
- Ojciec Tomas de Torquemada – Wielki Inkwizytor, uchodzący za najokrutniejszego przedstawiciela tej instytucji. Otacza się wyłącznie ludźmi całkowicie mu oddanymi. Propaguje donosicielstwo lub sfałszowane zeznania – jeśli brakuje rzeczywistej winy, gotowy jest ją stworzyć. Uważa, że należy wyzbyć się wszelkich osobistych pragnień i dążeń oraz całkowicie podporządkować się idei religijnej. Uważa, że ludzie są źli i słabi, a więc należy ich zbawiać nawet wbrew ich własnej woli. Wykorzystuje idealizm Diego, dając mu oparcie w idei i korzysta z jego żarliwości dla celów Wielkiej Inkwizycji. Jego ideałem jest społeczeństwo ludzi bezwolnych, którymi można rządzić w sposób absolutny, pragnie stworzyć system, w którym nie ma miejsca na wolną wolę, a publiczne piętnowanie zła jest przestrogą dla innych, strach jest narzędziem, które pozwala utrzymać ludzi w posłuszeństwie wobec władzy. Wierzy w system, który spajałby strach przed wiecznie zagrażającym wrogiem. Wielokrotnie podkreśla, że z wszelkich działań systemu należy usunąć miłość i empatię. Przed śmiercią odbywa rozmowę z Szatanem, który uświadamia mu, że wszystkie pomysły ulepszania świata są dziełem sił ciemności. Szatan mówi inkwizytorowi: Nie jesteś już potrzebny, zrobiłeś swoje[4]. Torquemada, dostrzegając swój błąd, próbuje powstrzymać inkwizycję, jednak nie pozwala mu na to jego uczeń Diego.
- brat Diego de Manente – młody dominikanin, początkowo jest przeciwnikiem inkwizycji, jednak po objęciu stanowiska sekretarza Wielkiego Inkwizytora przechodzi przemianę wewnętrzną i staje się wielkim zwolennikiem tej instytucji. Ma naturę buntownika i idealisty, inkwizycja daje mu oparcie w idei i możliwość czynu. Zdradza swojego przyjaciela Mateo, tym samym niszcząc ostatnią osobę, która przypominała mu kim był niegdyś. Z czasem staje się fanatykiem, propaguje donosicielstwo, budzi lęk u innych. Zostaje sekretarzem Królewskiej rady Inkwizycyjnej. Poproszony przez Torquemadę o rozwiązanie Świętej Inkwizycji i rehabilitację jej ofiar, odmawia. Po śmierci dawnego nauczyciela uderza go w twarz.

### Pozostałe postacie
- don Juan de Santangel – dowódca don Manuela, kapitan królewskiego regimentu, nie przybył by przywitać Wielkiego Inkwizytora, tłumacząc się chorobą. Wraz z don Manuelem, który był przekazał tę wiadomość Inkwizytorowi, zostaje aresztowany przez inkwizycję (przyczynia się do tego don Rodrigo).
- don Manuel de Hojeda – wysłannik don Juana, podczas biesiady, w której uczestniczył także don Rodrigo, źle wypowiadał się o inkwizycji. Wraz z don Juanem zostaje aresztowany.
- don Rodrigo de Castro – rycerz towarzyszący Wielkiego Inkwizytora, po śmierci don Carlosa kapitan domowników, za romans z żydówką pozbawiony majątku i wygnany (doniósł na niego don Lorenzo). Umiera podczas nieudanej próby powrotu.
- don Carlos de Sigura – pierwszy kapitan domowników Wielkiego Inkwizytora, szlachetnie urodzony. Posądzony przez Diego o to, że jest człowiekiem nadto zamykającym się w swych myślach. Umiera pijąc zatrute wino, rzekomo przeznaczone dla Torquemady (w rzeczywistości napój zatruł sam Inkwizytor, pozorując próbę zamachu na siebie, za którą rzekomo miał stać spisek szlachetnie urodzonych obywateli).
- don Lorenzo de Montesa – młody, jasnowłosy domownik Wielkiego Inkwizytora, po śmierci don Carlosa ma za zadanie próbować posiłków Torquemady, chroniąc go przed próbą otrucia. Ujawnia romans don Rodriga z żydówką, po jego śmierci obejmuje stanowisko kapitana.
- brat Mateo Dara – przyjaciel Diego. Diego zwierzał mu się ze swej niechęci i obaw w stosunku do inkwizycji, później jednak, pod wpływem Wielkiego Inkwizytora, Diego oskarża go o ciężkie występki przeciw wierze, tym samym doprowadzając do jego aresztowania i surowego śledztwa.
- Pedro d’Arbuez – zamordowany inkwizytor.
- ojciec Cristobal Galves – inkwizytor Świętego Trybunału, zajmuje się sprawą rzekomej próby otrucia ojca Torquemada, gani przeora Agustina za brak ostrożności, nakazuje przesłuchać Pablo.
- Pablo de Zarate – szesnastoletni zakonnik, przyniósł ojcu Torquemada rzekomo zatruty przez don Carlosa posiłek. Popełnił samobójstwo po złożeniu zeznań obciążających don Carlosa.
- ojciec Blasco de la Cuesta – przeor klasztoru Santo Domingo, marzy o zostaniu biskupem. Kiedy zdradza to marzenie Wielkiemu Inkwizytorowi, ten oskarża go o zdradę powołania. Jednak ostatecznie Torquemada umożliwia mu objęcie biskupstwa Ávila, a po śmierci kardynała de Mendoza zajęcie arcybiskupstwa Toledo i zostanie prymasem Hiszpanii.
- ojciec Agustin d’Acugna – przeor Santa Maria, przeniesiony do pustelni San Inigo.
- don Alfonso Carlos – książę Medina Sidonia, markiz Kadyksu, szlachetnie urodzony, broni don Carlosa przed hańbą.
- markiz de Villena – szlachetnie urodzony, broni don Carlosa.
- don Miguel de Lara – właściciel zamku, w którym zatrzymał się umierający ojciec Torquemada wraz ze swymi domownikami, jego ojciec ożenił się z poganką, wysoko sobie ceni wolność.
- Lorenzo Perez – rzemieślnik z Burgillos, szerzył (...)poglądy, jakoby nie istniały diabły, demony oraz inne istoty piekielne, które zdolne by były zawładnąć ludzką duszą[1], za co został aresztowany i poddany śledztwu, oskarżony o szerzenie poglądów niezgodnych z naukami Kościoła oraz o udział w rozległym spisku, który miał za cel obalenie przemocą istniejących w Królestwie Katolickim władz świeckich i duchownych[2], podczas śledztwa ujawnia rzekomych współpracowników, którzy, podobnie jak i on, zostają skazani na śmierć na stosie.
- ksiądz Miguel Vargas – proboszcz Burgillos i spowiednik oskarżonego Lorenza Pereza, za brak czujności i niedostrzeganie w Perezie zła zostaje poddany śledztwu inkwizycji.